# Coussapoa floccosa
Coussapoa floccosa là loài thực vật có hoa trong họ Tầm ma. Loài này được Akkermans & C.C.Berg mô tả khoa học đầu tiên năm 1982.